# Старое Вялковское кладбище
Старое Вялковское кладбище (другое название — «Быково-Вялки», в официальных документах — муниципальное кладбище г.п. Родники по улице Касимовская) — закрытое для свободного захоронения кладбище в городском поселении Родники Раменского района Расположено на окраине поселка Родники по улице Касимовская на границе с городским поселением Быково.

## История

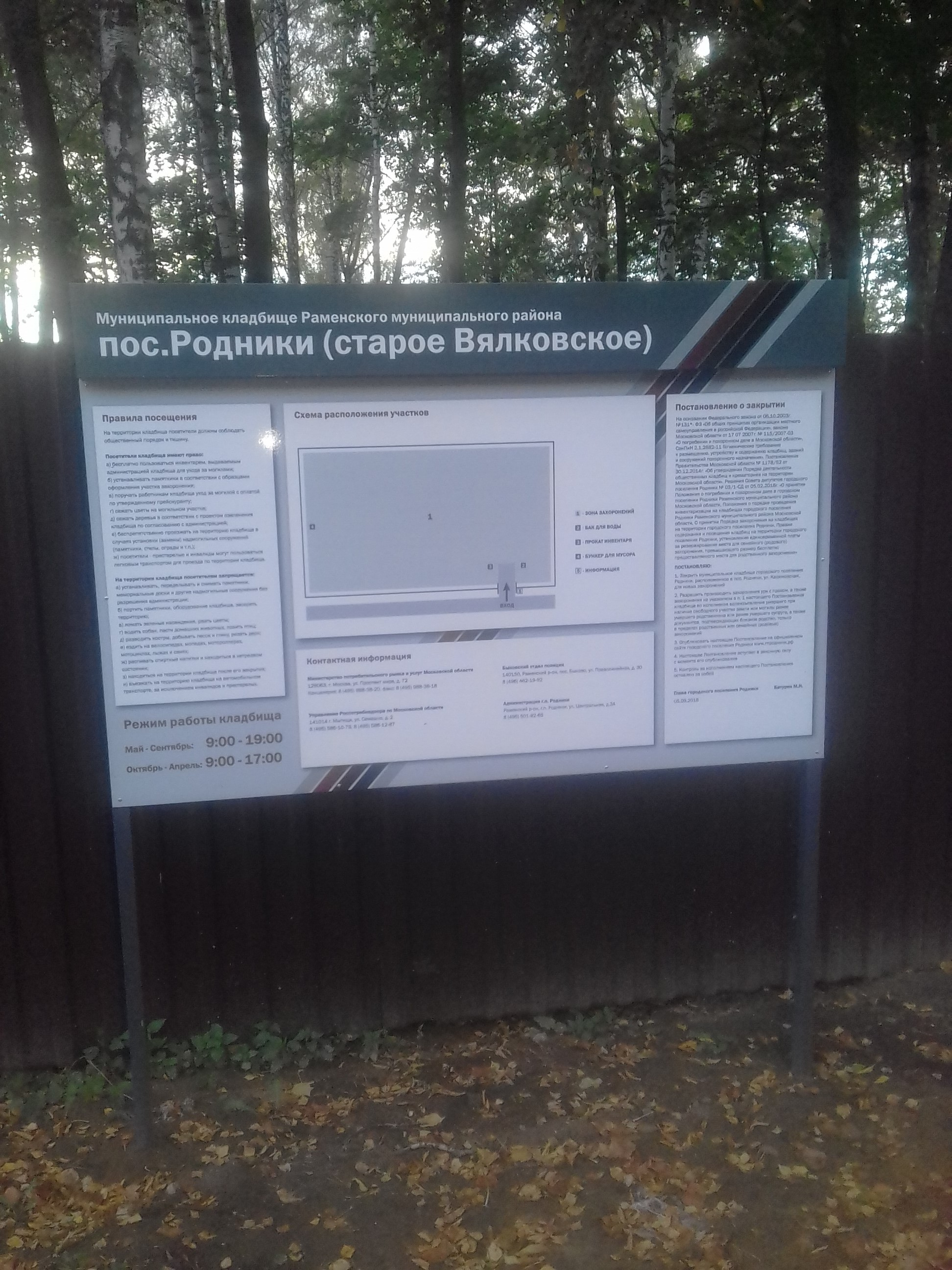
План-схема Старого Вялковского кладбища в поселке Родники Раменского района Московской области.

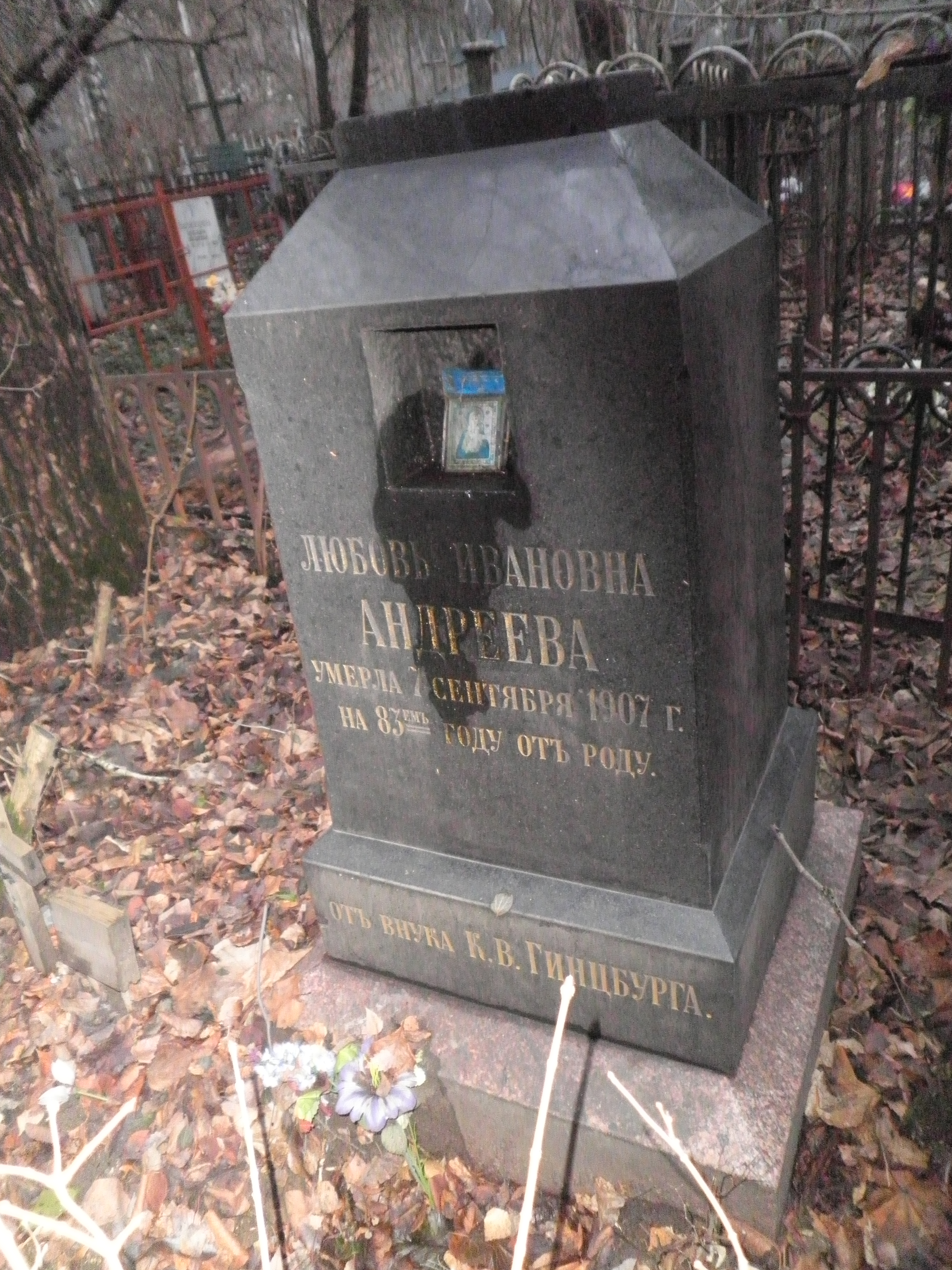
Старейшее сохранившееся захоронение на Старом Вялковском кладбище — могила Любови Ивановны Андреевой, умершей в 1907 году

Открыто для захоронений в 1905 году по прошению прихожан церкви Святой Троицы поселка Удельная. В годы Первой Мировой войны на нем захоронили трех воинов, один из которых — Георгий Лавриненко умер 2 марта 1915 года в Красковской лечебнице. До наших дней сохранилось около пятнадцати дореволюционных надгробий. В 1938 году на кладбище был похоронен известный бухгалтер Александр Михайлович Галаган (1879—1938). Во время Великой Отечественной войны на кладбище хоронили солдат, умерших в эвакогоспитале в поселке Удельная. Кладбище активно использовалось для захоронений до 1950 года, когда было открыто Родниковское кладбище в лесу за линией Московско-Казанской железной дороги. После этого количество захоронений на Старом Вялковском кладбище уменьшилось, но хоронить здесь продолжали до 1975 года, после чего производятся только подзахоронения в родственные могилы (хотя имеются и единичные случаи новых, не родственных захоронений, датированных 1990—2010 гг.). Официально муниципальное кладбище г.п. Родники, ул. Касимовская закрыто для свободного захоронения Постановлением главы г.п. Родники 5 сентября 2018 года. Этим Постановлением разрешены захоронения урн с прахом и захоронения при наличии свободного участка земли или могилы ранее умершего родственника или ранее умершего супруга, а также документов, подтверждающих близкое родство, только в пределах родственных или семейных захоронений. В 2018 году администрацией г.п. Родники проведены большие работы по благоустройству кладбища — вырублены заросли, удалены кустарники, обновлено ограждение, центральный вход выложен плиткой и установлены емкости с водой и песком. Работы по приведению кладбища в соответствии с требованиями будут продолжены и далее
На кладбище похоронены: внучка народовольца Александра Генриховича Штанге художник Ирина Дмитриевна Штанге (1906—1991); бухгалтер Александр Михайлович Галаган (1879—1938, могила не сохранилась); архитектор, соавтор проекта здания Детского Мира в Москве Гордей Гордеевич Аквилев (1912—1975).